# Kinyeti
Il monte Kinyeti è la montagna più alta del Sudan del Sud, situata vicino al confine con l'Uganda.